# Bidzina Ivanišvili
Bidzina Ivanišvili (gruzínsky ბიძინა ივანიშვილი; * 18. února 1956, Čorvila) je gruzínský politik, podnikatel a filantrop, od října 2012 do listopadu 2013 premiér Gruzie.

## Vzdělání a podnikání
Pochází z venkovské rodiny a má čtyři sourozence. Studoval techniku a ekonomiku na Gruzínské státní univerzitě, později pokračoval ve svých studiích v Moskvě. Ještě před rokem 1990 začal podnikat spolu s ruským obchodníkem Vitalijem Malkinem, nejprve prodávali počítače a telefony, později působili převážně v ruském bankovnictví. V březnu 2012 byl Ivanišvili hodnocen v žebříčku časopisu Forbes jako 153. nejbohatší člověk světa s majetkem odhadovaným na 6,4 miliardy dolarů a je zdaleka nejzámožnějším obyvatelem Gruzie. Byl zmíněn v tzv. Panamských dokumentech.

## Filantropie
Investoval velké sumy do rekonstrukce divadel v Tbilisi a do financování nezaměstnaných herců, učitelů či univerzitních profesorů.

## Politika
Je zakladatelem a lídrem politického hnutí Gruzínský sen. V červnu 2012 dostal pokutu 90 milionů dolarů za porušení zákonů při financování své strany a je vyšetřován pro protiprávní využití několika firem k politickým a volebním účelům. Jeho hnutí v parlamentních volbách 1. října 2012 porazilo vládnoucí Sjednocenou národní stranu gruzínského prezidenta Michaila Saakašviliho. Prezident Saakašvili, jehož volební období skončilo v roce 2013, uznal porážku svého politického uskupení v televizním projevu 2. října 2012. 25. října 2012 se Bidzina Ivanišvili stal gruzínským premiérem a ve funkci nahradil Vana Merabišviliho.
Ivanišvili vlastní v současné době jen francouzské státní občanství, které mu bylo uděleno v roce 2010. Teprve v říjnu 2011, poté co oznámil svůj vstup do aktivní politiky, mu bylo odňato jeho gruzínské občanství, a to s poukazem na zákon neumožňující mít dvě státní příslušnosti. Ivanišvili proto nemohl ve volbách získat parlamentní mandát, ale zákony mu umožnily stát se ministerským předsedou.